# Гай Аквилий Гал
Гай Аквилий Гал (на латински: Gaius Aquilius Gallus; * 116 пр.н.е.; † пр. 44 пр.н.е.) е един от най-значимите юристи на късната Римска република.
Произлиза от конническото съсловие от плебейската фамилия Аквилии, клон Гал и преминава своята сенаторска кариера (cursus honorum) до претура 66 пр.н.е.
Аквилий е ученик на Квинт Муций Сцевола (понтифекс) и учител на Сервий Сулпиций Руф, който пише, че народът много го ценял.
Аквилий живее в Рим, където притежава разкошна къща на Виминал, понякога и на остров Церцина.
След службата му като претор той става юрист. Цицерон го нарича баща на formulae de dolo („Арглистформули“), actio de dolo („Арглистобвинение“) и exceptio doli. Инструментите stipulatio Aquiliana и postumus Aquilianus (за завещания) носят неговото име.